# Decarynodes
Decarynodes is een geslacht van vlinders van de familie visstaartjes (Nolidae).

## Soorten
- D. ankasoka Viette, 1961